# Osmium(VI)-fluorid
Osmium(VI)-fluorid (OsF6), häufig auch Osmiumhexafluorid, ist eine chemische Verbindung der Elemente Osmium und Fluor und gehört zur Stoffgruppe der Hexafluoride.

## Darstellung
Osmiumhexafluorid wird durch direkte Umsetzung des Metalls in einem Überschuss von elementarem Fluor (F2) bei 300 °C dargestellt.
{\displaystyle {\ce {Os + 3 F2 -> OsF6}}}

## Eigenschaften
Osmiumhexafluorid ist ein gelber kristalliner Feststoff, der bei 33,4 °C schmilzt und bei 47,5 °C siedet. Es kristallisiert im orthorhombischen Kristallsystem (gemessen bei −140 °C) in der Raumgruppe Pnma (Raumgruppen-Nr. 62) mit den Gitterparametern a = 938,7 pm, b = 854,3 pm und c = 494,4 pm und vier Formeleinheiten pro Elementarzelle mit einer berechneten Dichte von 5,09 g·cm−3. Das OsF6-Molekül ist oktaedrisch (Oh); die Os–F-Bindungslänge beträgt 182,7 pm.

## Verwendung
Durch Reaktion mit Wolframhexacarbonyl kann Osmium(IV)-fluorid gewonnen werden.